# Ойстрик, Натан
На́тан О́йстрик (англ. Nathan Oystrick; род. 17 декабря 1982, Реджайна, Саскачеван, Канада) — канадский хоккеист, защитник. По окончании сезона 2015/16 завершил карьеру игрока. В настоящее время является ассистентом тренера в клубе Хоккейной лиги Восточного побережья (ECHL) «Гвиннетт Гладиаторс».

## Статистика
| Легенда | Легенда                    | Легенда | Легенда                   | Легенда | Легенда    |
| ------- | -------------------------- | ------- | ------------------------- | ------- | ---------- |
| И       | Количество проведённых игр | Штр     | Штрафное время            | +/−     | Плюс-минус |
| Г       | Голы                       | П       | Голевые передачи          | О       | Очки       |
| -       | Статистика неизвестна      | —       | Статистика не учитывалась |         |            |

## Достижения

### Командные
АХЛ
| Год  | Команда      | Достижение               | Достижение |
| ---- | ------------ | ------------------------ | ---------- |
| 2008 | Чикаго Вулвз | Обладатель Кубка Колдера |            |

### Личные
Студенческая карьера
| Год        | Команда                    | Достижение                                     | Достижение |
| ---------- | -------------------------- | ---------------------------------------------- | ---------- |
| 2004       | Нортхерн Мичиган Уайлдкэтс | Попадание во вторую Сборную всех звёзд CCHA    |            |
| 2005       | Нортхерн Мичиган Уайлдкэтс | Лучший оборонительный защитник CCHA            |            |
| 2005, 2006 | Нортхерн Мичиган Уайлдкэтс | Попадание в первую Сборную всех звёзд CCHA (2) |            |

АХЛ
| Год  | Команда          | Достижение                                 | Достижение |
| ---- | ---------------- | ------------------------------------------ | ---------- |
| 2007 | Чикаго Вулвз     | Попадание в Сборную молодых звёзд АХЛ      |            |
| 2007 | Чикаго Вулвз     | Попадание во вторую Сборную всех звёзд АХЛ |            |
| 2011 | Портленд Пайретс | Участник Матча всех звёзд                  |            |